# Þórólfsfell
Þórólfsfell est un volcan, un tuya basaltique, dans le Sud de l'Islande, à l'est de Fljótshlíð. La section supérieure est composée de laves en coussin et s'élève à 574 mètres d'altitude. Sur le versant occidental de la montagne se trouve la grotte Mögugilshellir.
Une route passe au pied de Þórólfsfell et est connectée à la route Fjallabak syðra. En direction ouest, elle constitue une extension de la route des fjords vers Fljótshlíð.